# Хауэлл, Джон Макдейд
Джон Макдейд Хауэлл (англ. John McDade Howell; 28 января 1922 — 3 января 2016) — американский деятель образования, канцлер (глава) Восточно-Каролинского университета в 1982-1987 годах.

## Биография
Родился в городе Файв-Пойнтс штата Алабама в семье Джона Уильяма и Бетти Мэй Ли Хауэлл; помимо него, в семье были еще один сын и семь дочерей. В 1942 году вступил в ВВС США и три года провоевал на европейском театре военных действий Второй Мировой войны; достиг звания мастер-сержанта и был награждён Бронзовой звездой.
После окончания войны поступил в Алабамский университет, получив там к 1948 году диплом бакалавра журналистики; через год получил степень магистра политологии. Был членом престижного студенческого сообщества Phi Beta Kappa. Продолжив научную деятельность, к 1954 году (по другим сведениям, к 1952 году) был удостоен доктората Университета Дьюка по политологии.
Преподавательская карьера Хауэлла началась в том же году с позиций ассистент-профессора политологии в Университете Мемфиса (штат Теннесси) и Женском колледже Рэндолфа—Макона. В это же время он встретил преподававшую в том же колледже Глэдис Дэвид и женился на ней, стал отцом двух сыновей, Дэвида и Джоуи.
Несколькими годами позднее, в 1957 году Джон Хауэлл занимает должность ассистент-профессора в Восточно-Каролинском университете в Гринвилле (штат Северная Каролина). К 1961 году он добивается позиции полного профессора и продолжает там свою дальнейшую карьеру. В 1963 он основал в университете кафедру политологии и стал её первым главой. К 1966 году Хауэлл стал деканом факультета искусств и наук, к 1969 деканом по постдипломному образованию, к 1975 — вице-канцлером по учебной работе и занимал эту должность вплоть до 1979 года.
На последующие несколько лет Джон Хауэлл возвращается к преподаванию, однако в начале 1982 года его выдвигают кандидатом на переизбрании канцлера Восточно-Каролинского университета. В мае 1982 он побеждает выборах из 120 кандидатов и начинает исполнять обязанности главы университета, формально пройдя инаугурацию 4 февраля 1983 года. Джон Макдейд Хауэлл работал на этой должности до своей отставки в 1987 году. За свою карьеру опубликовал множество статей и ряд монографий по международным отношениям и международному праву.
В 1991 году заслуги Джона Хауэлла и его жены (также сотрудницы университета до занятия её мужем высшей университетской должности) перед Восточно-Каролинским университетом были отмечены посвящением им одного из зданий кампуса, ныне известного как Научный Комплекс Хауэлла (Howell Science Complex) и вмещающего кафедры физики и биологии.
В последние годы жизни пользовался по старости уходом организации Golden Living Center в Гринвилле. Умер 3 января 2016 года от естественных причин.

## Дополнительные ссылки и литература
- Howell, John McDade // Biographical Directory. — American Political Science Association, 1973. — P. 222.
- Former Chancellor John Howell remembered for dedication to East Carolina University (англ.). Телекомпания WITN-TV[англ.] (4 января 2016). Дата обращения: 1 февраля 2016.